# Ženevska deklaracija
 Ovo je članak o deklaraciji koja se odnosi na liječničku profesiju. Za druga značenja pogledajte Ženevska deklaracija (razdvojba).
Ženevska deklaracija je dokument koji je 1948. godine u Ženevi prihvatila Opća skupština Svjetskog liječničkog udruženja (WMA, engl. World Medical Association), te dopunila 1968., 1984., 1994., 2005. i 2006. godine. Ona predstavlja deklaraciju o liječničkoj posvećenosti humanitarnim ciljevima medicine, deklaraciju koja je bila naročito važna u pogledu medicinskih zločina koji su bili upravo počinjeni u nacističkoj Njemačkoj. Namjera Ženevske deklaracije bila je revizija Hipokratove prisege u formulaciju moralnih istina iz same prisege koje bi se mogle moderno razumjeti i potvrditi.

## Deklaracija
Ženevska deklaracija, u trenutačnom izdanju WMA iz 2017. godine, glasi:

## Originalna deklaracija
Originalna Ženevska deklaracija glasi:
U času kada stupam među članove liječničke profesije
- Svečano obećajem da ću svoj život staviti u službu humanosti :
- Prema svojim učiteljima sačuvat ću dužnu zahvalnost i poštovanje;
- Svoje ću zvanje obavljati savjesno i dostojanstveno;
- Najvažnija će mi briga biti zdravlje i život mojega pacijenta;
- Poštovat ću tajne onog tko mi se povjeri;
- Održavat ću svim svojim silama čast i plemenite tradicije liječničkog zvanja;
- Moje kolege bit će mi braća;
- U vršenju dužnosti prema bolesniku ne će na mene utjecati nikakvi obziri vjere, nacionalnosti, rase, političke ili klasne pripadnosti;
- Apsolutno ću poštovati ljudski život od samog začeća. Niti pod prijetnjom ne ću dopustiti da se iskoriste moja medicinska znanja suprotno zakonima humanosti;
- Ovo obećajem svečano, slobodno, pozivajući se na svoju čast.

## Više informacija
- Nürnberški proces protiv nacističkih liječnika
- zapovjedna odgovornost
- Nürnberški principi
- Nürnberški kodeks
- Helsinška deklaracija
- Belmontovo izvješće
- Međunarodna konferencija o usklađivanju tehničkih zahtjeva za registraciju farmaceutika za primjenu u ljudi
- informirani pristanak

## Vanjske poveznice
- Declaration of Geneva  Arhivirana inačica izvorne stranice od 20. rujna 2008. (Wayback Machine) (pri dnu stranice)
- Hippocratic Oath - klasična verzija (engl.)
- Hippocratic Oath - moderna verzija (engl.)